# Shuto-autosnelweg 11 (Daiba-lijn)
De Shuto-autosnelweg 11 Daiba-lijn (首都高速11号台場線, Shuto Kōsoku Jūichi-gō Daiba-sen) is een van de radiale wegen van het Shuto-autosnelwegennetwerk in Tokio. De Daiba-lijn loopt van het knooppunt Shibaura in Minato naar het knooppunt Ariake in de speciale wijk Kōtō. Hier sluit de snelweg aan op de Wangan-lijn. De Daiba-lijn loopt over de Rainbow Bridge en verbindt de wijken Odaiba en Ariake met het vasteland van Minato. De afstand bedraagt 3,9 km en de weg werd op 26 augustus 1993 geopend. 

## Traject

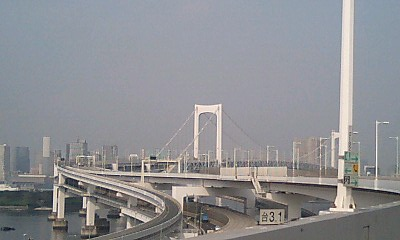
De Daiba-lijn op de Rainbow Bridge

- ： Afrit of  aansluiting
- : Knooppunt
- : Parking

| Nummer | Naam               | Aansluitingen                                                | Afstand | Locatie |
| ------ | ------------------ | ------------------------------------------------------------ | ------- | ------- |
| -      | Knooppunt Shibaura | Shuto-autosnelweg 1 (Haneda-lijn) afritten Shinjuku en Ginza | 0,0     | Minato  |
| -      | Parking Shibaura   | -                                                            |         | Minato  |
| 1101   | Daiba              |                                                              | 2,3     | Minato  |
| -      | Knooppunt Ariake   | Shuto-autosnelweg (Wangan-lijn)                              | 3,9     | Kōtō    |